# La Bandera Regional
La Bandera Regional fue un semanario carlista publicado en la ciudad española de Barcelona entre 1907 y 1912, durante la Restauración.

## Historia
Apareció el 5 de enero de 1907, bajo la dirección de Juan María Roma. Se editaba a 8 páginas de 32 por 22 cm, con dibujos y caricaturas en las páginas primera, cuarta, quinta y octava, y texto a dos columnas en las restantes, escritas en catalán. Los dibujos eran autoría de Toullot. Se imprimía en la imprenta de Badía, en la calle Doctor Don, 14, de Barcelona.
Según Cruz Seoane y Saiz García, La Bandera Regional formaba parte de la tendencia moderada dentro del carlismo, inspirada por la dirección del partido y su órgano oficial en Cataluña, El Correo Catalán, y enfrentada en ocasiones a la tendencia radical, en la que predominaban los jóvenes, representada por publicaciones como La Trinchera.

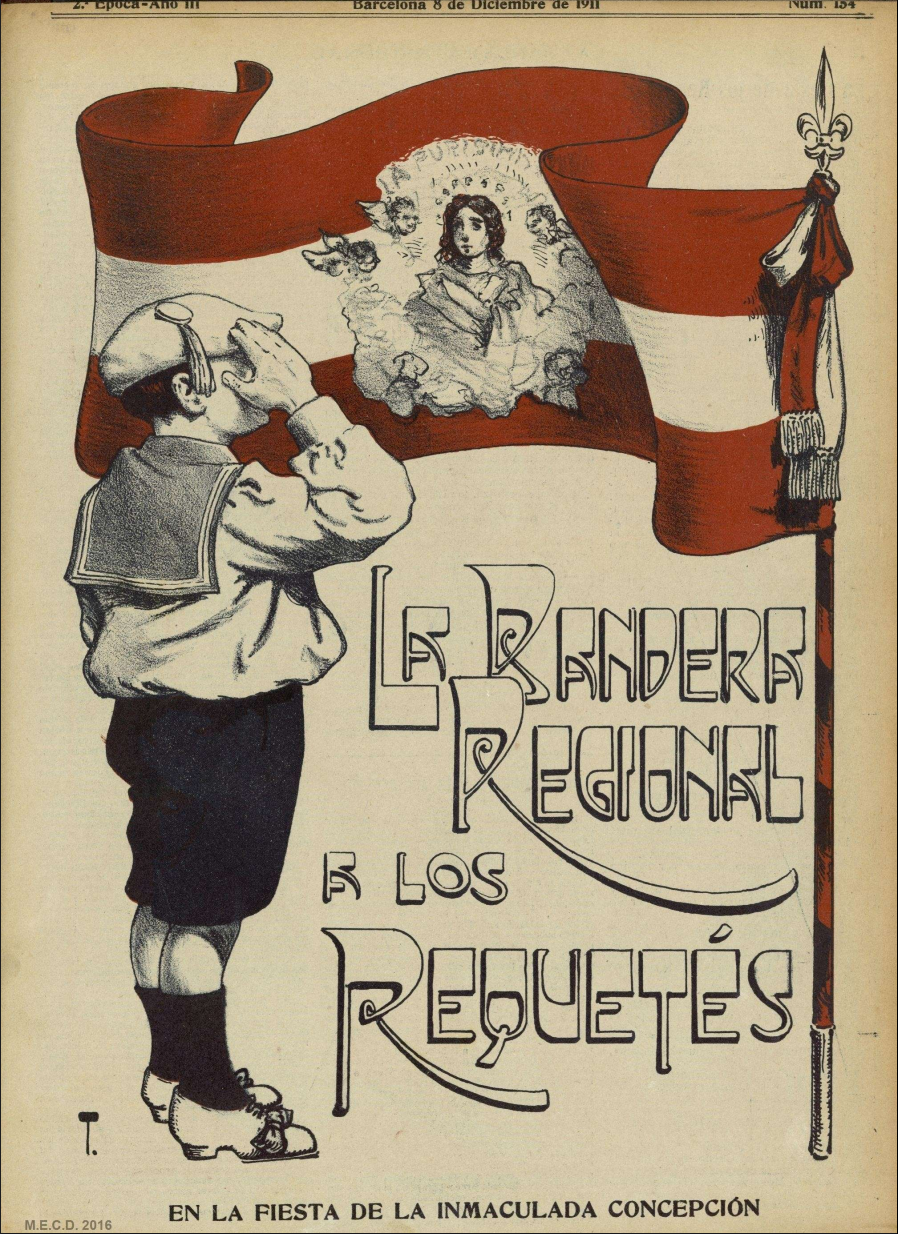
La Bandera Regional a los Requetés, número del 8 de diciembre de 1911, fiesta de la Inmaculada Concepción.

En el número 17 (27 de abril) aumentó el tamaño a 35 por 25; en su cabecera figura la bandera catalana, y el texto es a tres columnas. En abril de 1908 cambió de imprenta (Fiol y Compañía, Pasaje de San José) y de cabecera.
En 1909 entró en la segunda época, con numeración nueva y escrito en castellano. Su tamaño pasaba a ser de 38 por 27.
En 1912 aumentó sus páginas a 16 y redujo el tamaño a 32 por 22. Abandonó la litografía y aceptó el grabado para sus ilustraciones. Cambió de cabecera y de imprenta (A. Gost, Cortes, 570). El 29 de junio (número 183, año IV) se despidió de sus lectores por enfermedad de su director y necesitar larga convalecencia.
Entre los extraordinarios, Navarro Cabanes destaca el número 3 dedicado a Vázquez de Mella; el 92, a Don Carlos; el 82 (segunda época), a Don Jaime: el 104, Almanaque (20 páginas); el 115, a los Mártires; el 134, a Don Jaime; el 154, a la Purísima Concepción; el 158, Almanaque (32 páginas); el 167, a los Mártires (20 páginas), y el 170, a la Semana Santa. Todos estos números estaban tirados a dos y tres tintas, y algunos llevaban cubiertas de papel seda.

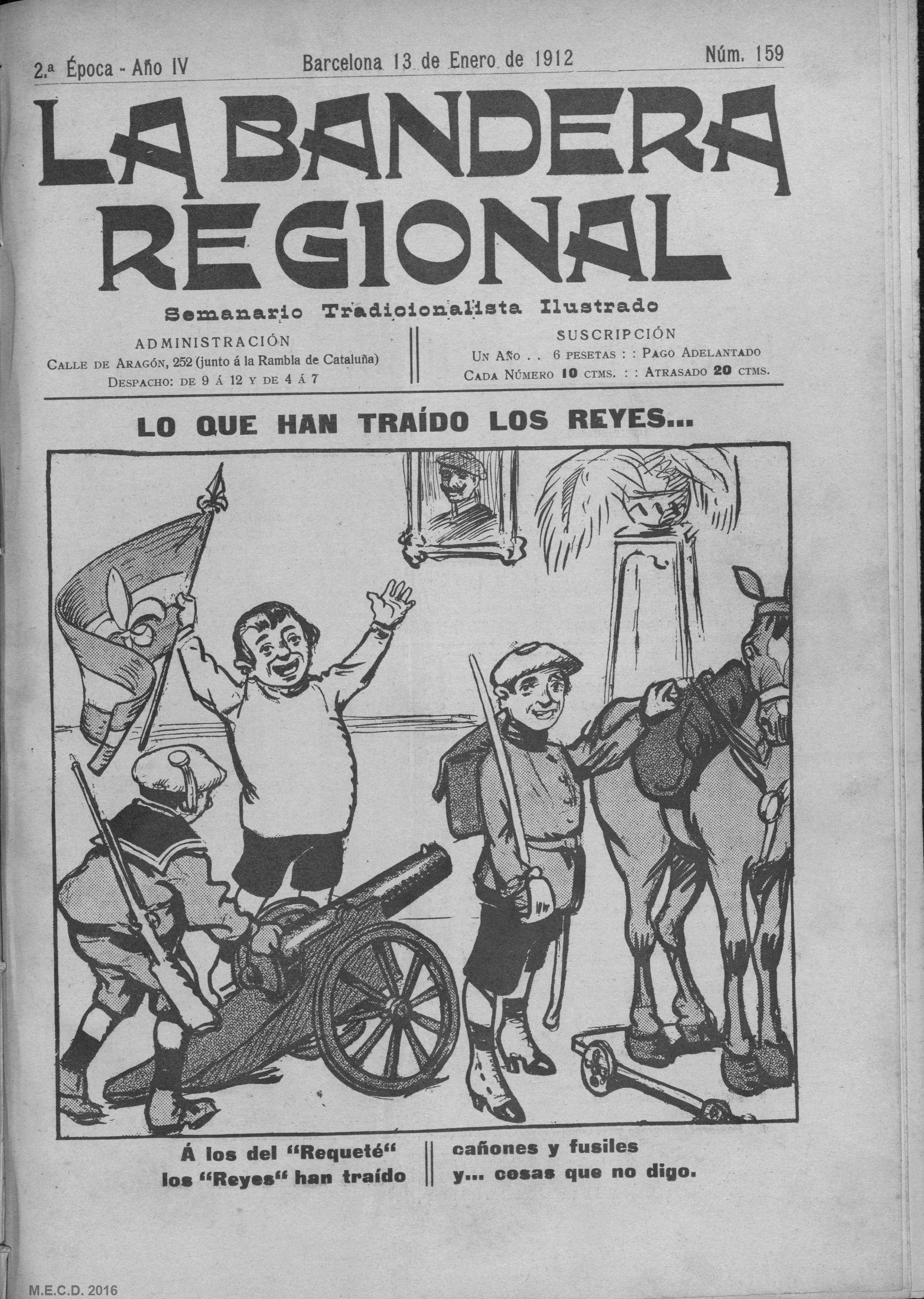
Portada de La Bandera Regional del 13 de enero de 1912.

En su última época publicó gran número de retratos de personajes carlistas y grabados de las guerras carlistas.
Fueron colaboradores José Ayats Surribas, Ramón O'Callaghan, Francisco Casas Amigó, Francisco Sabater, Jaime Rius, Fermín Viladrich, R. Niubó, Manuel Bellido Rubert, Juan María Salom, Salvador Gior, Juan Rodríguez, Pedro Serra Bosch, Pilar de Cavia, P. S. Eguzquiza, José Font Fargas, Pascual Villamor, José Roca y Ponsa (magistral de Sevilla), y otros muchos.
Su director sufrió varios procesos, y en abril de 1908 fue condenado a cuatro meses de cárcel por un artículo comprendido en la ley de Jurisdicciones. Apeló y fue absuelto.
La Bandera Regional cesó a fines de junio de 1912, habiendo publicado 190 números. Entre 1916 y 1919 se editó en Berga un nuevo semanario tradicionalista con el mismo nombre, al parecer, dirigido también por Juan María Roma.